# Unione Sportiva Terranova Gela 1979-1980
Questa voce raccoglie le informazioni riguardanti l'Unione Sportiva Terranova Gela nelle competizioni ufficiali della stagione 1979-1980.

## Rosa
| N. |                   | Ruolo | Calciatore        |
| -- | ----------------- | ----- | ----------------- |
| -  | Italia (bandiera) | D     | Alfio Agrò        |
| -  | Italia (bandiera) | D     | Alfonso Ammirata  |
| -  | Italia (bandiera) | D     | Florindo Bragatto |
| -  | Italia (bandiera) |       | Bulino            |
| -  | Italia (bandiera) | A     | Domenico Canturi  |
| -  | Italia (bandiera) | P     | Giacomo Cascino   |
| -  | Italia (bandiera) | A     | Carmelo Castorina |
| -  | Italia (bandiera) |       | D'Alba            |
| -  | Italia (bandiera) | A     | Guido De Maria    |
| -  | Italia (bandiera) | D     | Sandro Di Giacomo |
| -  | Italia (bandiera) |       | Di Grazia         |
| -  | Italia (bandiera) | D     | Giuseppe Faraci   |

| N. |                   | Ruolo | Calciatore        |
| -- | ----------------- | ----- | ----------------- |
| -  | Italia (bandiera) | C     | Ettore Farrauto   |
| -  | Italia (bandiera) | P     | Stefano Gazzola   |
| -  | Italia (bandiera) | C     | Ercole Giudice    |
| -  | Italia (bandiera) |       | F. Giudice        |
| -  | Italia (bandiera) | D     | Antonino Marretta |
| -  | Italia (bandiera) | C     | Ottavio Mencio    |
| -  | Italia (bandiera) |       | Milazzo           |
| -  | Italia (bandiera) | C     | Vincenzo Mormile  |
| -  | Italia (bandiera) | C     | Paolo Rinelli     |
| -  | Italia (bandiera) | C     | Giovanni Torre    |
| -  | Italia (bandiera) | D     | Francesco Vaccaro |